# Polyxenus conformis
Polyxenus conformis är en mångfotingart som beskrevs av Koch och Berendt 1854. Polyxenus conformis ingår i släktet Polyxenus och familjen penseldubbelfotingar. Inga underarter finns listade i Catalogue of Life.